# マギー司郎
マギー司郎（マギーしろう、1946年（昭和21年）3月17日 - ）は、日本の手品師、タレント。日本奇術協会相談役。本名：野澤 司郎（のざわ しろう）。
茨城県真壁郡下館町（現・筑西市）出身。オフィス樹木所属。

## 来歴
- 1963年 - 16歳の時に家出同然で上京した後、20歳頃から水商売のアルバイトをしつつ、マジックスクールに通ってマジックを習い始めた[1]。
- 1966年 - 20歳で道頓堀劇場で初舞台[2]（生麦駅前にあった『生麦ミュージック劇場』が初舞台という説もある[1]）。当時の芸名はジミー司で[1]、正統派のスライハンドマジックを見せていた。
- 1968年 - 正統派マジシャンのマギー信沢に入門する[2]。
- 『田端グループ』盟友のゆーとぴあ・ホープの助言を容れて、茨城弁を活かした客いじり中心の「おしゃべりマジック」に転向したことで売れ出す。
- キャバレー巡業時代に、歌手・桜一平と知り合い意気投合、桜に歌を習ってテレビの歌番組で優勝したこともある。
- 1980年（34歳） - 『お笑いスター誕生!!』で7週勝ち抜き、テレビにも活躍の場を広げる[2]。以後、茨城訛りの喋りと親しみやすい独特のマジックで、長年に渡って多くの人から愛されている[1]。
- 1981 - 1982年 - 「日本放送演芸大賞ホープ賞」受賞。
- 現在はマギー一門の領袖として多くの弟子を抱える[2]。芸歴58年の時点で、通算の高座数は約2万5000回で、舞台を休んだことは一度もない（2024年3月現在・本人調べ）[1]。

## 人物
9人きょうだい（兄弟姉妹の構成については不明）の7番目として育つ。16歳で上京してから長い間故郷には戻らず、母親に連絡することもなかった。35歳の時、テレビ番組『小川宏ショー』に出演すると、白内障で入院中だった母親からテレビ局に連絡が来て、後日故郷の病院を訪ねて約20年ぶりに母親と再会した。
私生活では2度結婚と離婚をしており、現在は独身。本人は後年、「結婚していた30代後半（1度目か2度目かは不明）の頃、3年くらい家に帰らなかった。その間麻雀やったり、僕は酒飲めないけど飲みの席でみんなと騒いだりしていた。僕は結婚生活に向かないんだと思う」と語ったことがある。

## 芸風
メガネに口ヒゲ・黄色い燕尾服の風貌で、飄々とした茨城弁による客いじりで煙に巻くスタイル。
何が起こるかを先に明かすネタばらしから始まる変則派で、「縦縞のハンカチを横縞にする」、「麦茶を烏龍茶にする」、「コシヒカリをササニシキに変える」などのインチキ手品を行いつつ、「うちの近所の八百屋のおかみさんに評判なんだけど、」「板橋に○○って飲み屋があるの知ってる?そこに週5回通う、常連の○○って人知ってる?その人が大好きなマジック、今からやるから」などのトークで繋ぎ、最後は正統派マジックに戻って高座を締める。
「これはデパート行けば売ってますからね」、「ハンカチが繋がるまでに、二日かかるのよ。ずーっと二日待ちますか？今日は特別に2日前にやったものをお見せしますからね」、「（ボールやカードの色を変える手品で）赤?…赤は先週で終わっちゃったのよ」、「こうやって破いた紙が……つながらないってのは知ってるよね？」、「1000円を2000円にするには2000円ないとできませんからね」などとギャグを挟み、笑いを取る。これという時には、最初から正統派マジックを見せる場合もある。
また、先に挙げたインチキ手品を行うと思わせながら、「ここに金魚の入った水槽があります。この水槽に、手品用のピンク色のハンカチを被せます」と言いつつ、「すると…このピンク色のハンカチの向こうにうっすらと金魚が見えるでしょ?このうっすらと見えるのが…僕大好きなの…」と、おとぼけの類を披露することも少なくない。
助手を伴う際には『移動マジック』と称し、客に箱の中身を見せぬまま、中身が移動したかどうかを助手だけに証言させ、さらに元に戻してから客に確認させるなどの掛け合いも見せる。

## エピソード

### 手品との出会い
16歳の時に家出して上京した後、20歳頃になると池袋の安アパートで暮らしながら、夜にバーやキャバレーで働いた。給料は月1万円（当時）でアパートの家賃は4500円だったが、晩飯は仕事場で食べさせてもらえたため、何とか食べていけたという。
昼間は時間に余裕があったため、上野の鈴本演芸場に足を運んで、趣味として奇術師・アダチ龍光のマジックを見るなどしていた。ある雑誌で日本奇術連盟の「あなたもプロのマジシャンになりませんか？」という広告を見て手品に興味を持ち、その教室に週に数回通って習い始めた。教室に行くたび講師から買わされる手品道具で自宅が徐々に埋まっていくのを見ながら、「マジックで食べていけたらなぁ」と思うようになった。
ある程度手品のネタを身に着けた後、いくつかの芸能社（今で言う芸能プロダクションのような所）に電話で自分を売り込み、巣鴨にあった芸能社に訪れて手品を披露して合格。芸能活動を始めるにあたり、その芸能社から「本名ではちょっと堅い」との理由により、「ジミー司」の芸名をもらった。

### 下積み時代
芸能社経由で初めて仕事の依頼を受け、京浜急行の生麦駅前にあった『生麦ミュージック劇場』に向かい、着いてからそこがストリップ劇場だと知った。踊り子のショーとショーの合間の20分が持ち時間で、基本は1日4ステージで、劇場が深夜まで営業する金曜と土曜は1日6ステージだった。
当初はハトを出すような派手な手品に憧れていたが、短期間で「僕にはカッコいい手品師にはなれないな」と挫折し、カードネタなどの地味なネタを模索し始めた。また、ストリップ劇場の客たちは踊り子目当てなため、舞台に登場するたび「すみませんね、20分で終わりますから」と客席に謝ってから手品をするようになった。その後の司郎の控えめな芸風は、この時期に芽生えたものである。
ストリップ劇場などの興行は1つの依頼につき、5～10日間とまちまちで東京だけでなく地方も色々と周った。当初の日当は1日1000円で1か月働くと3万円ほどになり、このような下積み時代は30代前半まで続いた。

### 周りからの評価など
一番弟子のマギー隆司からは、「基本的に真面目で謙虚な方です。世間から見たらボケがかわいく映ると思いますが、本人はいつも一生懸命なんです」と評されている。
三番弟子のマギー審司からは、「子供の頃から見ていた『笑点』に師匠がゲスト出演すると、田舎訛りも温かい感じがして、芸以上に師匠の人柄にどんどん引き込まれました。その後弟子入りして30年経ちますが、僕は子供の頃からずっとマギー司郎のファンなんだなって思いますね。両親はもう亡くなりましたが、僕にとっては師匠は“親”でもあります」と言われている。
『笑点』のプロデューサーで、ユニオン映画社顧問の飯田達哉は、司郎のマジックの魅力について以下のように語っている。「ネタをされる時の、あの素朴なイントネーションに引き込まれる。マジックのネタも分かりやすくコミカルで、見ていて安心感がある。それまでのプロのマジックは、基本的にマジシャンは喋らないでネタだけをやる芸能でした。マギーさんとナポレオンズさんが、“おしゃべりマジック”というジャンルを開拓されたと思います」。

### その他エピソード
- 座右の銘は「自分の弱点は武器になる。弱点をさらけ出せば人は強くなれる」、「芸人は犯罪でなければ何をしたって構わない」。
- 都下に複数のアパートを借り、その日の気分や都合に応じて泊まり分けている。各々固定電話がなく携帯電話も持っていないため、連絡を取るには出先に赴くか、アパートを順に訪ねるしかない。また、2024年現在、これまでの弟子たちは師匠の家を訪れたことがなく、そもそも住んでいる場所も知らない[注釈 7]。
- 20歳頃に通っていた日本奇術連盟の手品教室には、後のMr.マリックや初代・引田天功も当時生徒として手品を習っていたという[1]。
- 駆け出しの頃ネタがなかなか受けず、「僕も大変なのよ…」、「僕マジックが上手く出来ないんですよねぇ」と呟いたら受けたため、手品と共に客いじりを工夫をするようになった。
- 1966年から10年以上、全国のストリップ劇場を回わる下積み時代が続き、臨機応変の話術が磨かれた。当時のギャラは10日間で7000円[3]。
- NHK『課外授業ようこそ先輩』に出演した際、「“自分のだめなところ”を敢えて口に出しつつ、マジックを披露すること」を後輩に課題として与え、それを実践した子供達を大いに褒めた。同番組は日本賞・最優秀番組賞を受賞した。
- 1983年（昭和58年）、神奈川県のある劇場で手動式の印刷機に入れた白い紙を一万円札に変えるマジックを行った際、客の誰かが偽札を作っている男がいると警察に通報、駆けつけた警察官に事情を話すと警官はぶつぶつ言いながら帰っていった[4]。同じマジックを別の場所でしたときには宿泊先の仲居が夜中に訪ねてきて、真剣な顔で白い紙の束を差し出してきて「これに一万円札を印刷して下さい」と言ってきたこともあった[4]。
- 全国銀行協会（JBA）の『マギー司郎が教える金融犯罪のタネと仕掛け』という小冊子に登場、オレオレ詐欺、銀行口座売買等の金融犯罪の手口、防止策の説明と、おまけの手品2種類を披露している。
- ビートたけしより先輩で歳も上なのだが、毎回共演するとぞんざいな扱いを受けている。
- ノブ&フッキーのフッキーのモノマネレパートリーの1人でもある。
- 茨城県鹿嶋市に住んでいる妹が『昼めし旅 〜あなたのご飯見せてください!〜』に偶然出演したことがある。
- マジシャンとしては国民的人気を誇り、演芸バラエティ番組『笑点』（日本テレビ系）のゲスト出演頻度がトップクラスで、同じくマジシャンのナポレオンズと双璧とされる[1]（ただし正確な出演回数は不明）。

## マギー一門
マギーは、普段から弟子たちを“くん”付けで呼称している。現在は10人の弟子を抱えている（2024年3月時点）。
- マギー信沢 - 司郎、瑠美の師匠
  - マギー司郎
    - マギー隆司 - 1983年に弟子入りした最初の弟子
    - 青木和彦 - 2番目の弟子だが、現在は手品師ではなく俳優として活動している。
    - マギー審司 - 3番目の弟子、マセキ芸能社所属。マギー一門の中でもテレビ番組などのメディア出演が多く、司郎との共演も多い。マギー一門の中でも、喋り方やネタなどの司郎のスタイルを正当に踏襲している。
    - マギー勝司 - 4番目の弟子
    - マギー裕基 - 5番目の弟子
    - マギー隆史 - 6番目の弟子、現在はオフィス樹木のウェブサイトの『マギー一門系図』から外されている
    - マギー塁 - 7番目の弟子、兄弟子の隆司の弟子入りよりも後の1984年生まれ
    - マギー布野 - 8番目の弟子
    - マギー直樹 - 9番目の弟子、ホリプロコム所属
    - マギー憲司 - 10番目の弟子
    - マギー幸人 - 11番目の弟子
    - マギー夏樹 - 12番目の弟子
    - マギー利博 - 13番目の弟子
    - マギー恵太 - 14番目の弟子

  - マギー瑠美 - 妹弟子

## 受賞歴
- 1981年 放送演芸大賞ホープ賞
- 1982年 放送演芸大賞ホープ賞
- 1997年 奇術協会天洋賞
- 2004年 日本賞 教育ジャーナルの部　最優秀番組 - 主演した「課外授業ようこそ先輩 『おしゃべりマジックで強くなろう』」が受賞

## テレビ出演

### 情報・バラエティ番組
- 笑点（日本テレビ）- 2016年の笑点50周年時点でナポレオンズ（40周年当時の最多出演）を抜いて、最多出演となった。（他の出演者とのコラボも含む）
- ボキャブラ天国（フジテレビ）キャッチコピーは「北関東イリュージョン」
- たけしの誰でもピカソ（テレビ東京）- Mr.マリックの超魔術シリーズ企画の際に、ほぼ必ず共に出演する。
- けんたろうとミクのワイワイキッズ（キッズステーション）『マギー博士の ふしぎてじな』

徹子の部屋（2025年4月21日）

### テレビドラマ
- 私鉄沿線97分署 第10話「年忘れラストショー!」（テレビ朝日・国際放映）1984年
- さよなら李香蘭 （フジテレビ）1989年
- 世にも奇妙な物語 秋の特別編「ダジャレ禁止令」（フジテレビ）1998年
- サラリーマン金太郎2（TBS）2000年
- 結婚泥棒（NHK総合）2002年
- どっちがどっち!（NHK教育）2002年
- 奥さまは魔女（TBS）2004年
- ファイト（NHK連続テレビ小説）2005年
- 女系家族（TBS）2005年

## 映画出演
- 愛を乞うひと（1998年、東宝） - 竹内俊夫 役
- 呪戒 JUKAI（2005年、MIRAI） - 水島 役
- トリック -劇場版2-（2006年6月10日、東宝） - マジシャン 役
- 指輪をはめたい（2011年、ギャガ・キノフィルムズ） - 赤富士薬品社長 役
- Heart Beat ～ハートビート～（2012年、ミュージックシネマズジャパン）
- レフトフライ（2018年、カエルカフェ） - 常連の手品師 役

## ラジオ出演
- わが人生に乾杯!（2010年10月21日 NHKラジオ第1放送）
- 爆笑問題の日曜サンデー（2016年11月20日 TBSラジオ）

## CM出演
- 池田模範堂 ムヒ（1983年） - 今いくよ・くるよと共演
- 江崎グリコ 渚のカフェテラス（1986年）
- ヤマダイ ニュータッチ たまごラーメン（1988年） - 本人のみと長谷川真弓と共演の2パターンあった。
- 明治 『白のひととき』（2014年） - つぶやきシローと共演
- サントリーウエルネス グルコサミンアクティブ（2020年）

## PV出演
- fripSide
  - 「divine criminal」（2018年）
  - 「only my railgun-version2020-」（2020年）

## 書籍
- 生きてるだけでだいたいOK-“落ちこぼれ“マジシャンが見つけた「幸せのヒント」（2007年、講談社） ISBN 9784062141000

## 関連人物
- ゼンジー北京 - 「タネも仕掛けもちょっとあるネ」でお馴染みの、ニセ協和語の客いじりと、ネタばらしインチキ手品の先駆者。
- ゆーとぴあ・ホープ（城後光義） - 同じ『田端グループ』の長。現在の芸風を考案し授けた。
- 我修院達也 - キャバレー巡業時代からの友人（当時：桜一平）で現在も親交がある。桜から歌を教わりテレビで優勝したこともある。
- 6代目三遊亭円楽 - 真打昇進前から親交があり、「縦縞のハンカチが横縞のハンカチになる」ネタの真似を『笑点』の大喜利でも演じた。
- マギー - 劇作家・俳優。芸名は司郎に由来するが、師弟関係はない。